# Jamides jumaloni
Jamides jumaloni är en fjärilsart som beskrevs av Hayashi 1976. Jamides jumaloni ingår i släktet Jamides och familjen juvelvingar. Inga underarter finns listade i Catalogue of Life.